# Culcasia falcifolia
Culcasia falcifolia är en kallaväxtart som beskrevs av Adolf Engler. Culcasia falcifolia ingår i släktet Culcasia och familjen kallaväxter. IUCN kategoriserar arten globalt som livskraftig. Inga underarter finns listade.